# Przasnysz
Przasnysz is een stad in het Poolse woiwodschap Mazovië, gelegen in de powiat Przasnyski. De oppervlakte bedraagt 25,16 km², het inwonertal 17.110 (2005).

## Verkeer en vervoer
- voormalig Station Przasnysz
- Station Przasnysz Miasto